# 史学史

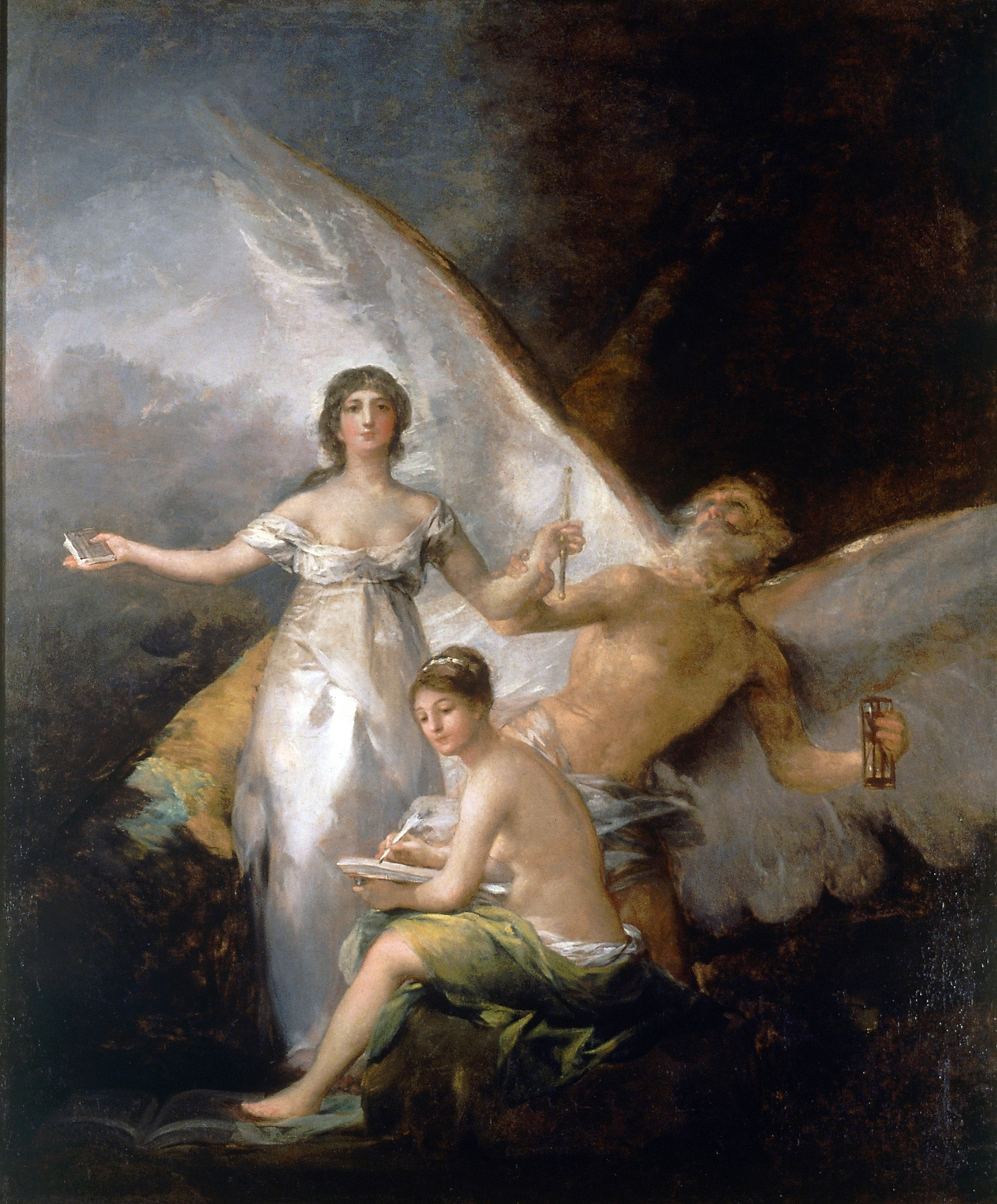
ゴヤの1800年ごろの作『真理、時間、歴史』
右の老人が「時間」、左が「真理」、そして前面にいて筆写をしているのが「歴史」である。「歴史」は足下にある書物を疑い深げに見ながら、別の書物に書き写している。

史学史（しがくし）とは、歴史学の研究史である。具体的には、歴史事実研究に関する歴史意識と学説の歴史、また、歴史観の変遷に関する歴史のことである。

## 必要性と前史

### 定義とその必要性
史学史は、狭義には近代に成立した歴史学の学説史のことを指すが、近代歴史学以前にも歴史記述を対象とし、歴史事実や歴史意識、歴史観などを記述する学問的営みが行われていた。また、それらを記述するに当たっては様々な方法論が用いられ、その方法論は近代歴史学の研究方法に大きく影響をおよぼしている。同時に、近代歴史学自体が近代以前の歴史記述を主要な研究対象としているため、事実把握において、それらの歴史記述の客観性を検討（史料批判）しなければならず、したがって、史料がどのような方法論にもとづいて記述されているかは主要な関心となる。ここに、広義の意味での史学史、すなわち、歴史記述や歴史意識、歴史観の変遷の歴史も歴史学の対象として成立する。

### 歴史意識と歴史記述
歴史学研究が成立するには、歴史観、あるいは歴史意識の成立とそれにもとづいた歴史記述の存在が前提とされる。独特の時間意識としての歴史意識が存在していても、それが記述されない場合は記述としての歴史が存在しないことがある。歴史意識とは時間が一定方向に流れていくという時間意識のことであるが、これはある一定の時点から現在までの直線として時間を把握する紀年法的発想を必要とする。したがって、時間を一定の暦という形で把握する暦思想の成立なくして歴史記述は成立しない。

### 同時代記述と歴史記述

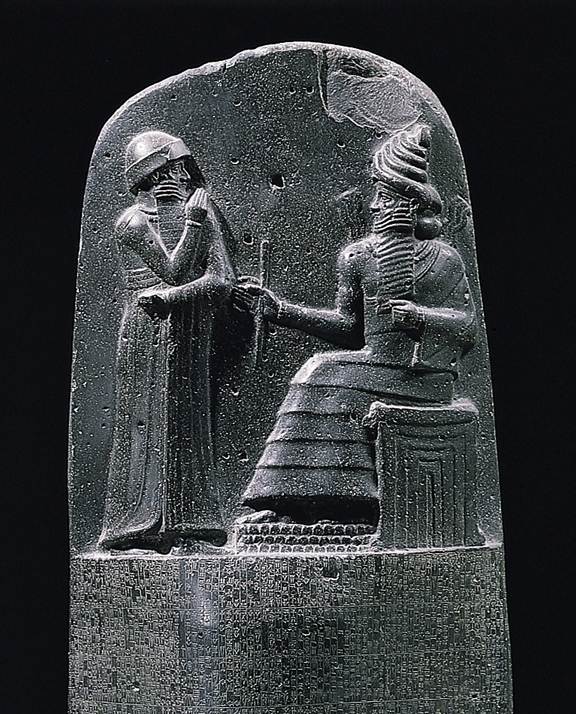
ハンムラビ（左側の人物）
バビロン第1王朝の代表的な君主。ハンムラビ法典を制定したことで有名。ハンムラビ王の在位43年のそれぞれの年がどのように記録されたかは研究により解明されている。

このような暦思想の成立以前、すでに文字による同時代の出来事記述はされていた。文字は元来古代の行政・財政の記録を保存する必要性から発明されたと考えられている。このような行政文書においては、当然、「いつ」、「どこ」で「誰」と「誰」が「どのような」取引をおこなったかが主要な関心となるため、その「いつ」の部分を特に重要な出来事を目安にして記録されることが行われた。このように、出来事にもとづいてある一年をほかの年から区別する方法は古代メソポタミアのウル第3王朝時代にはすでに成立していたといわれる。
時代が進むと、王の在位年と主な業績を付記した王名表という文書が出現し、王名表は王朝を一つの歴史的連続性によって認識していることを示しており、歴史意識とその記述の原型を見ることができる。ただし、この王名表において個々の王は一人称で記述され、同時代向けのプロパガンダ的側面が看取される点で客観的な歴史記述とは異なるものであった。
一方で、支配者は主に軍事的成功など自らに関する特別な出来事があった場合は記念碑を作ってこれを顕彰した。これは出来事をただ記すのではなく、その偉大さ重要性などを具体的に叙述することで事実としての歴史を文章にして表現したものであった。このような碑文はあくまで同時代を対象としている点で歴史記述ではないが、その記載に対しての態度は歴史の記述方法に継承されるものであった。
やがて、古代オリエント末期の新バビロニア時代になると、歴代誌という形式の文書が出現する。これは新バビロニアの数代の王の治世を記述対象としているもので、文書内で王を三人称で呼んでいることから、客観的な事実を記載する意図を持ったと思われる。したがって、今日的な意味での歴史記述の成立はこの歴代誌に求めることができる。やがて、時代をさかのぼって新バビロニア以前の王朝を歴代誌と同じように記載する文書が出現し、現在ある王朝以前からの連続した世界を客観的に記述する意図を持つ歴史編纂の態度が現れた。このような歴史を編纂する営みのことを「修史」という。歴史記述としての歴史学はまず修史として成立した。

## 歴史的展開
近代歴史学との関連性から、ここでは主に西ヨーロッパの歴史記述と記述方法論を中心に概観する。西ヨーロッパ以外の地域でも独自の歴史記述がおこなわれていたが、それについての詳細は割愛し、地域ごとの歴史記述に関する記事・史学史記事に譲る。

### 古代ギリシャにおける歴史記述の始まり

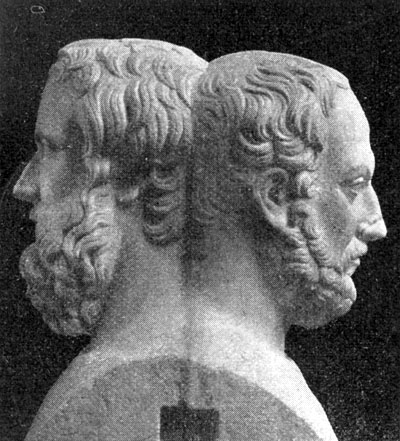
ヘロドトス（左側）とトゥキュディデス（右側）

歴史記述としての歴史学の始まりは古代ギリシャであるというのが一般的である。古代ギリシャの代表的な歴史家として挙げられるのはヘロドトスとトゥキュディデスである。彼らの著作は同時代的な出来事の原因と推移を示すために歴史記述をしている点が特徴としてあげられる。また記載されている事実は両者が実際に見聞したものが大半で、記述に当たって自分の見聞以外の原史料を使用している痕跡があまりない。（詳細は西洋古代の歴史記述を参照）

#### ヘロドトス
一般に、「歴史学の父」といわれるヘロドトスは紀元前5世紀のギリシャの人である。彼はアケメネス朝とギリシャのポリスの間で起こったペルシア戦争の原因と推移を詳述し、さらにはその勝敗の理由を両者の政治体制の相違に求めた。ヘロドトスの歴史記述の特徴は、客観的な事実性をあまり重視しておらず、自身の見聞にもとづいてさまざまな伝承や伝説を多く著述していることが挙げられ、これが後述するトゥキュディデスの批判するところとなった。

#### トゥキュディデス
一方、ギリシャのポリス間同士でおこなわれたペロポネソス戦争を記述したトゥキュディデスは、ヘロドトスが伝承や伝説までも記述の対象としていたのを批判し、検証性を重視して歴史を記述した。一方で、トゥキュディデスの歴史記述に登場する為政者の演説などは創作性が大きく、また、見聞に頼っているせいか、事実の記述においてやや偏りがみられる。

### 古代中国における歴史記述の始まり

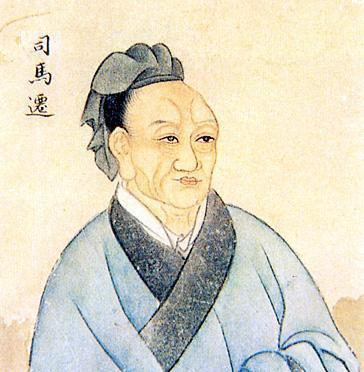
司馬遷
『春秋』などの先行する史書、諸子百家と呼ばれた思想家たちの著作や自身の見聞をもとに、当時の中国世界の体系的な歴史書である『史記』を著した。

古代中国においては、歴史記述はその成立の当初から批判精神にもとづいて実践的に扱われていた。儒教の始祖である孔子は魯の歴史書である『春秋』を重視したが、この『春秋』にはすでに漢代初期には独自の注解を加えた『左伝』、『公羊伝』、『穀梁伝』の三種が存在した。古代中国では当初から文献考証を通じた歴史の解釈が盛んに行われ、高度に発達した歴史記述が行われた。

#### 孔子と春秋学
孔子はその政治思想を述べるに当たって、実際、政治における実践性を特に重視し、また、その思想の、古の時代を賛美する復古主義的な性格から歴史事実を尊重していた。したがって、孔子の教えを継承した思想家たちは歴史記録を解釈することを主要な関心とするようになり、とくに、孔子が重んじた『春秋』を解釈する学問、「春秋学」が成立した。漢代に儒教が国教化されると、春秋学も歴代王朝の公的な歴史記述である正史の編纂方法の重要な根拠となった。

#### 司馬遷
司馬遷が著した歴史書『史記』は、神話の時代から司馬遷自身の時代に至るまでの正統的な支配者を「本紀」として中心に著述し、中国国内の諸国史、中国国内の社会史、法制史、周辺異民族などの歴史を本紀の周りに配した構成となっており、中国の支配者を中心とした体系的な世界史になっている。司馬遷以後中国の歴史書はこの連続性・体系性が重視されるようになり、歴代王朝で正史が編纂されるようになるが、それらはほぼ『史記』の体裁を継承するものであった。

### 西洋中世における歴史記述の推移

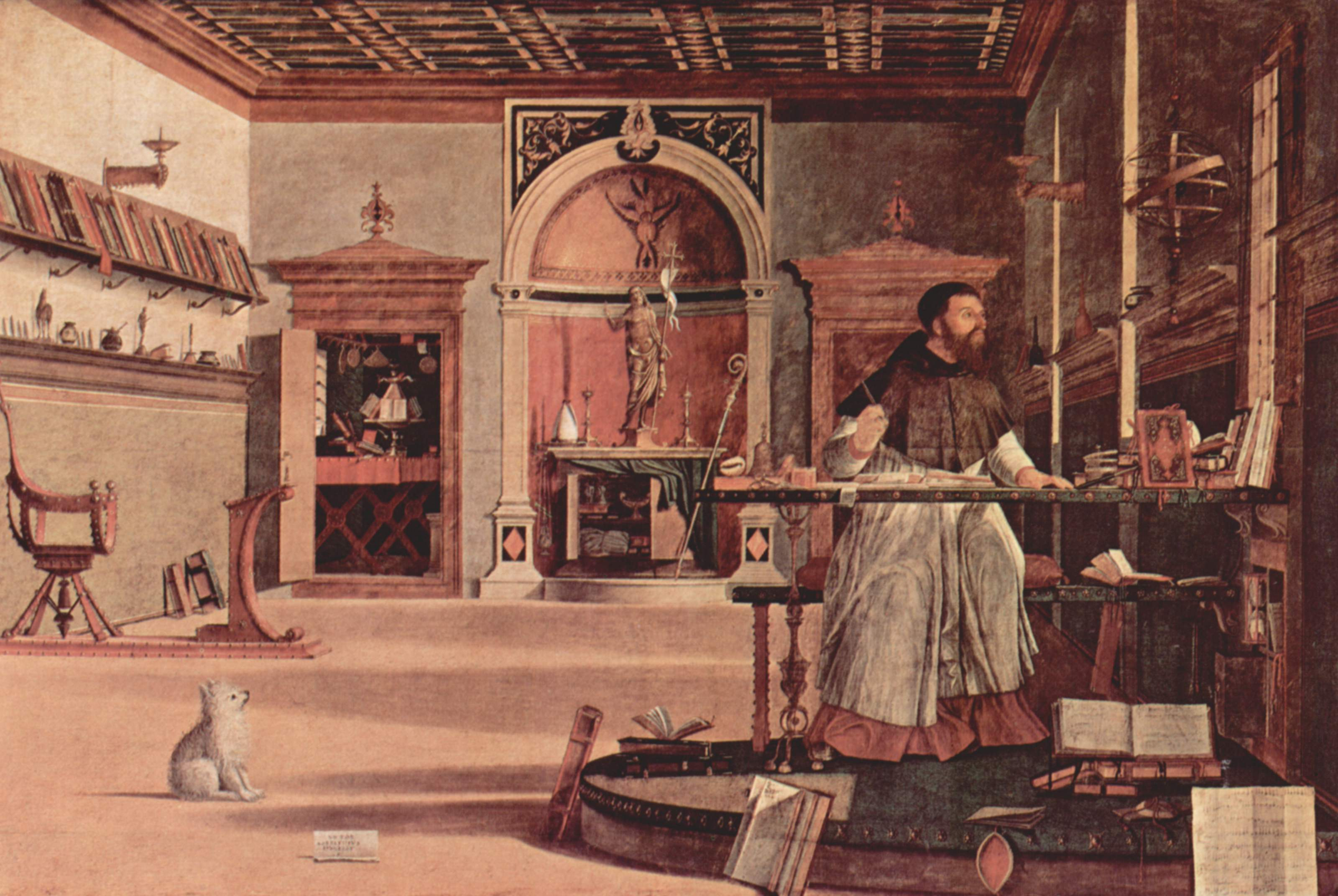
アウグスティヌス
代表的な著作『神の国』では、二元的な世界観を示し、以後のキリスト教神学・政治思想・歴史観などに決定的な影響を与えた。

キリスト教がヨーロッパで支配的となると、学問分野においてもキリスト教の世界観が支配的となった。ここに神の意図を実現する過程として歴史を捉える見方が現れ、個別の国家・民族・個人を超えた歴史の根本法則を見出す観点、普遍史の観点が成立した。しかしルネサンス期になると普遍史的観点は薄れ、同時代史を重視するようになった。（詳細は西洋中世の歴史記述、ルネサンスの歴史記述を参照）

#### アウグスティヌスと「二国史観」
中世の歴史記述の特徴の一つとして「二国史観」という観点がある。これはキリスト教的世界である「神の国」と神を侮る人間の自己愛的世界である「地の国」の対立のもとに歴史を把握する歴史観で、アウグスティヌスによって理論づけられ、歴史は「地の国」に「神の国」が実現する過程であると理解された。ここに歴史事実の背景に何らかの根本法則を見出そうとする歴史意識が成立したが、この意識はキリスト教的精神によって支えられていたために、キリスト教の権威が相対的に弱まるとともに希薄化した。

#### ルネサンス期の歴史記述（マキャヴェリとグイッチャルディーニ）
キリスト教の権威が弱まり、普遍史的意識が希薄化すると、歴史記述は再び同時代史を中心になされるようになった。ルネサンス時代の代表的政治思想家で歴史家でもあるマキャヴェリの『フィレンツェ史』は、民族移動から1492年のロレンツォ・デ・メディチの死にいたるまでのフィレンツェとイタリア半島の歴史であるが、その冒頭から1434年に至るまでの歴史は全9巻の中でただ1巻で述べられているに過ぎない。彼の同時代人で『フィレンツェ史』・『イタリア史』を著したグイッチャルディーニに至っては、同時代史の比重がより大きくなり、この点で古代ギリシャの歴史記述と同じ傾向を持つものとなった。

### 啓蒙主義の歴史記述

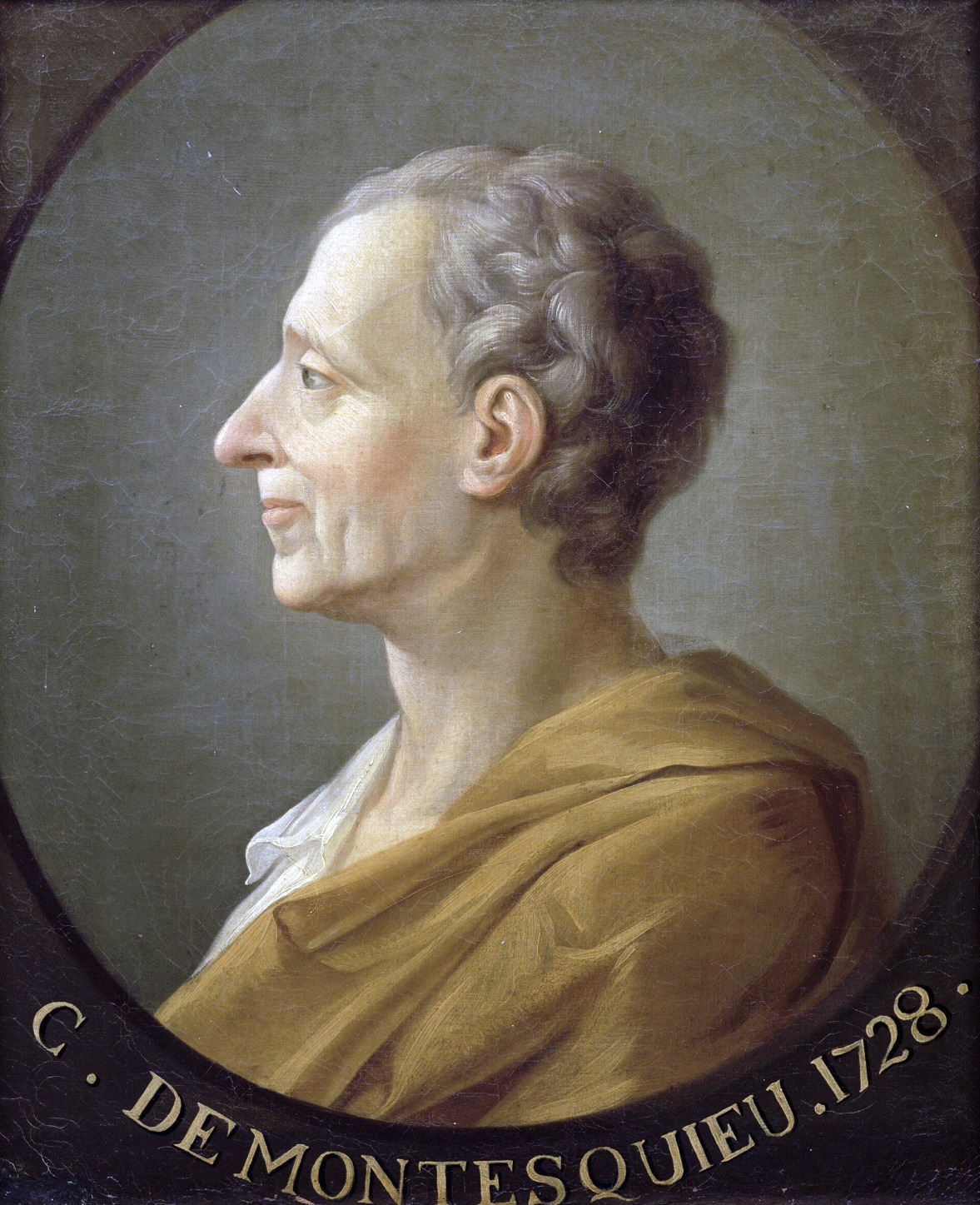
モンテスキュー
啓蒙主義を代表する政治思想家。歴史研究を実際の政治理論に応用し、その著作はいまなお古典として高い評価を受けている。

理性の不変と普遍を主張し、あらゆる物事を理性によって体系づけようとする啓蒙思想がヨーロッパで支配的になると、歴史記述にも大きな影響を与えた。啓蒙思想は懐疑と批判によって、歴史記述に事実尊重・方法論重視の傾向をもたらし、さらに歴史研究を実践に結びつけようという風潮につながった。（詳細は啓蒙主義の歴史記述を参照）

#### フランス（ベールからボーフォールまで）
ベールは『歴史批評辞典』を著し、具体的な事実をそれ自体として尊重する立場を示し、既存の歴史記述の誤謬を指摘した。事実を尊重するベールから始まった啓蒙主義の歴史研究はやがて、実践的な歴史記述に結びついた。ブーランヴィリエは『フランス旧統治史』を著し、貴族の復権を訴えたが、彼は当時フランス政府が行った各地の古い慣行についての報告書を検討してその主張の根拠とした。デュボスの『フランス王政樹立の批判的歴史』はブーランヴィリエとは逆に、貴族とその特権を攻撃するものであったが、彼はフランス王権の由来を、民族大移動の際にガリアのローマ系住民とフランク族の間で交わされた契約の結果であるとし、それを根拠とした。このように啓蒙主義の歴史研究は過去の事実を尊重する立場から、やがて過去の事実を現在の批判の材料として使用する実践的な側面を持つようになった。
この意味で、啓蒙主義の歴史家の典型を示し、かつ評価が高いのはモンテスキューである。彼は代表的著作『ローマ人盛衰原因論』および『法の精神』において、歴史事実から理論的なモデルを抽出し、それを現在の社会に適用して問題解決の手段に利用しようとした。一方でボーフォールは『ローマ史最初の五世紀の不確実さに関する論文』を著し、ローマ史冒頭のロームルスとレムスに始まる王政の歴史が神話と伝説に過ぎないことを論じた。ボーフォールの研究は近代歴史学に直接つながるものであった。

#### イギリス（ヒューム、ロバートソン、ギボン）

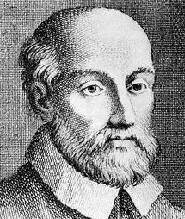
ヴィーコ
デカルト的方法論を批判し、「自然科学とは別個に社会科学の研究分野が確立されるべきだ」と述べたが、彼の思想は同時代にはほとんど顧みられることがなかった。

ブリテン島での啓蒙主義的歴史研究は、まずスコットランドで「スコットランド啓蒙主義」と呼ばれた思想家たちの間で行われた。このスコットランド啓蒙主義の代表的著作はヒュームの『イングランド史』であるが、これも前期ステュアート朝の君主、とくにチャールズ1世を悪の権化とするような当時の風潮に対する批判が込められていた。スコットランド啓蒙主義は事実をそのまま記述しようという叙述的歴史を重視する態度に進み、ロバートソンの『スコットランド史』・『カール5世時代史』につながり、さらにイングランドのギボンによる『ローマ帝国衰亡史』などの歴史叙述を生んだ。

#### 独立した先駆的研究（ヴィーコとミシュレ）
上述したような啓蒙主義の主流とは独立に、歴史研究の独自な方法論を模索したのがヴィーコであった。ヴィーコは自然認識を重視するデカルト的方法論を批判し、自然認識と歴史認識は異なるものであると述べた。一見これは神学的な「二国史観」に接近しているようであるが、ヴィーコは神の意図の実現が歴史の過程であるとしても、それが人間行為としてまず行われるのであり、したがって神の意図を考えなくても人間行為の過程を把握することが可能であるとして、神学的解釈を歴史認識に持ち込むことも拒否した。
しかし啓蒙主義の時代にはヴィーコの影響は非常に限られており、ほとんど顧みられることがなかった。19世紀の歴史家ミシュレはこのヴィーコの著作を発掘し、歴史研究において分析力よりも構想力のほうが重視されるべきことを主張したが、これもほとんど顧みられなかった。

### 古文書学の成立

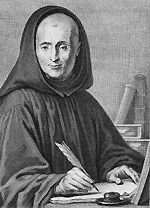
マビヨン
文書批判の客観的な方法を確立し、古文書学の祖となった。

一方で歴史記述とは別個に、史料の批判的研究が着実な発展を遂げていた。それはいわゆる「古文書学」で、ベネディクト派の学僧マビヨンによって確立された。ただし古文書の真偽についてはマビヨン以前にすでに先行する研究があり、ここではその代表としてヴァラを紹介する。

#### ロレンツォ・ヴァラ
ヴァラは15世紀の人文主義者で、『偽イシドールス法令集』中の『コンスタンティヌス帝の寄進状』という文書が偽作であることを明らかにした。この文書は中世を通じて、教皇領および教皇権に関する重要な根拠とされてきたので、教会は彼を宗教裁判にかけたが、このことはこの時代、文書批判が既存の宗教や権威、慣習の批判につながっていたことを示している。事実、宗教改革の時代になると、文書批判は急速に発展したが、それは新旧両派が文書を武器として互いの正統性を争うものであったことに帰せられる。

#### ジャン・マビヨン
17世紀フランスのベネディクト派の一派サン・モール派に属する学僧であったマビヨンは、アシェリの招きを受けてサン・ジェルマン・デ・プレ修道院に入り教団史や聖者伝などの編纂にあたるとともに、古文書の収集や刊行をおこなっていた。彼は1681年に『古文書論』を著し、さまざまな文書を分類し定義づけた上で、インクや書体などを考察した。さらに言語がラテン語やギリシャ語などの古典語で書かれているか、それがどの程度まで古典的かなどの度合いで、その文書の時代性を明らかにできると述べた。このことにより、さまざまな文書相互間の関係から客観的に文書の真偽を識別できる方法が確立され、古文書学が成立した。

### 近代歴史学の成立

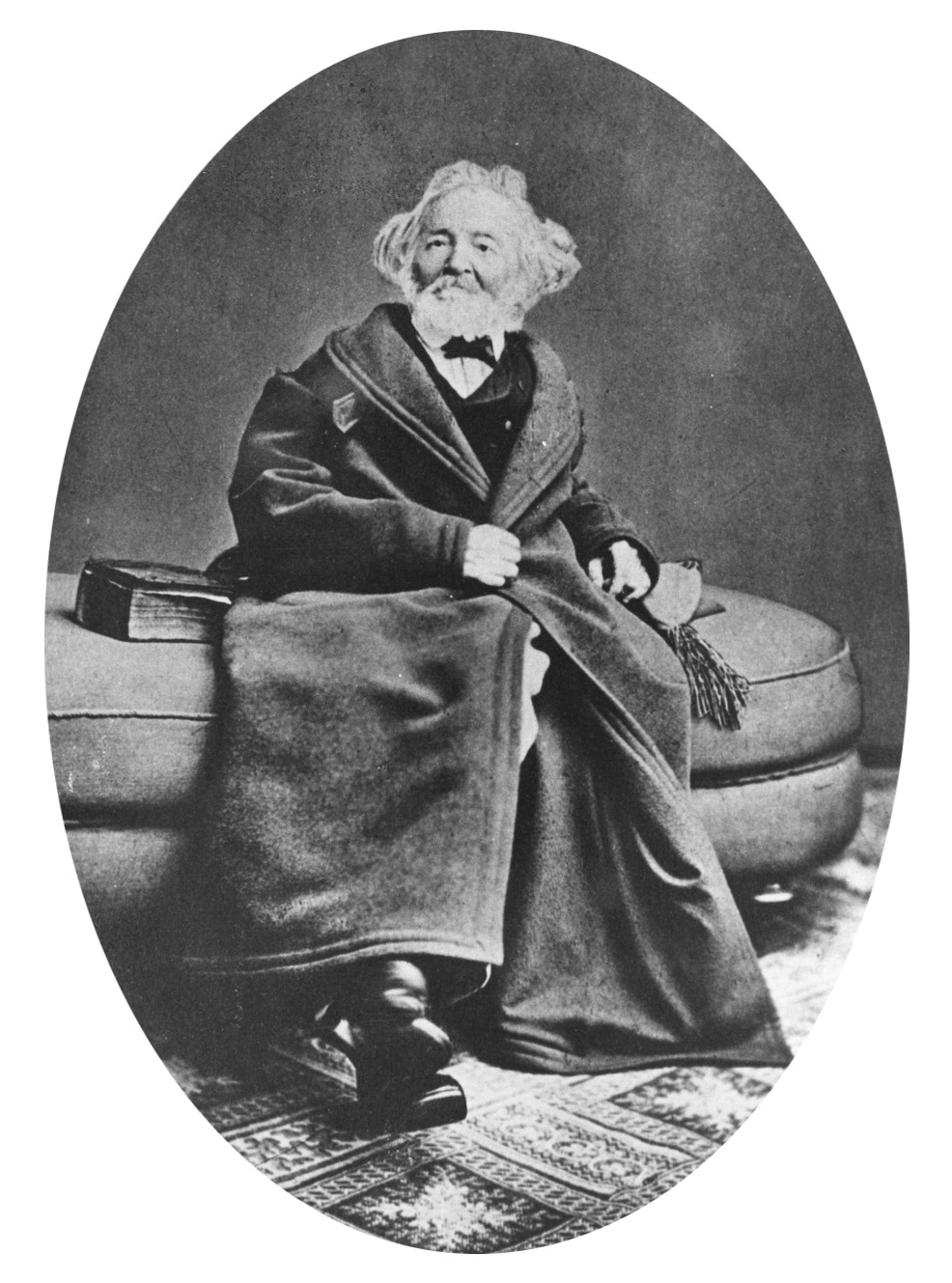
ランケ
「特殊から一般へ」と述べて個別的歴史事実の重視を唱え、史料批判を方法論の中心に据えて近代歴史学を確立した。

一般に近代歴史学の成立はニーブールとランケの研究を画期としていると考えられている。彼らの歴史研究の特徴は主に以下の3つである。
1. 歴史事実の個別的把握
2. 方法論としての史料批判
3. 個別事実の一般化（世界史の形成）

これをいままで概観した近代以前の歴史研究の歴史に当てはめてみると、1.は啓蒙主義の歴史学に、2.は古文書学に、3.はキリスト教的な普遍史に求めることができる。この点で近代歴史学は近代以前の歴史学の総合として成り立っていた。

#### ニーブール
ニーブールはボーフォールの伝承批判の精神を継受し、具体的な方法論としては複数の文献相互の整合性を検討する史料批判を用いて『ローマ史』を記述した。このなかでニーブールは「海が流れをとりいれるように、ローマの歴史は、それ以前に地中海周辺の世界で名をあげられていた他の全ての諸民族の歴史を取り入れる」と述べ、世界史のなかにローマ史を位置づけようとする試みが見られる。

#### ランケ
ランケはニーブールの『ローマ史』の方法論を近代史（彼から見て）の分野にも活かし、史料批判を通じて15世紀-16世紀のヨーロッパ外交の構造から国家を個別的に把握する方法に考えついた。ランケは国家を一般化して考える啓蒙主義を批判して、国家を個別的に把握すべきと論じ、このような個別的歴史事実の相互関係から世界史を把握すべきことを提唱した。

### 近代歴史学の展開

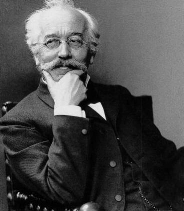
ドロイゼン
プロイセン学派の重鎮で19世紀後半のドイツ史学界に君臨した。元々は古代史を専門としており、彼の『ヘレニズムの歴史』によってヘレニズムという言葉の今日的な意味が定着したとされている。シュレスヴィヒ・ホルシュタイン問題など民族的な問題に強い関心を示した。

ランケの歴史研究はドイツにとどまらずヨーロッパ各国に衝撃を与えたが、ランケ以後の歴史学の性格はドイツとイギリス・フランスでは異なる方向へ進んだ。ドイツでは政治色の強いプロイセン学派が台頭し、ランケの禁欲的な客観主義が批判されたが、イギリス・フランスではそれぞれ功利主義や進化論、実証主義に影響されて、より科学的な方法論を追求する姿勢が現れた。
（詳細は近代の史学史を参照）

#### プロイセン学派
ドイツでは、1830年代の後半にフリードリヒ・ダールマンが登場し、民族主義や自由主義の風潮が高まった現実政治の影響を濃厚に受けた歴史叙述を著した。続くドロイゼンとハインリヒ・フォン・ジーベルも政治色の強い歴史研究を展開し、彼らは現実政治との関連性が著しいプロイセン学派を形成した。ダールマンとドロイゼンはともにフランクフルト国民議会に選出された議員で、ジーベルもプロイセン議会の議員であった。プロイセン学派は当時のドイツ国民の熱烈な支持を受け、またドイツ国内の領邦君主とも利害が一致し、ドイツ史学界で支配的な影響力を持った。彼らは個性の重視という意味ではランケを継承していたが、歴史事実の客観的把握と全く逆の視点に立つ歴史研究であったため、今日の歴史学の観点からすると、その評価は概して低く考えられている。

#### イギリスとフランス
この時代のイギリスやフランスで主流となった功利主義・進化論・実証主義の共通する特徴は、内的要因よりも外的要因を重視することであった。具体的には、歴史を人間精神の創造的性格とか人間行動の主体的選択の結果として捉えるのではなく、自然的・物質的環境の影響に人間精神やその行動が、したがって歴史が規定されていると考えるものであった。この実証主義に立つ歴史学者の代表はフランスのテーヌとイギリスのバックルである。特にバックルは統計学を用いて自然環境や社会状況が歴史に決定的な影響を与えることを実証しようとした。

#### 「歴史の法則性」を巡って

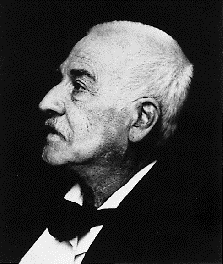
ブルクハルト
文化史の開拓者にして、すでに完成者としても十分な研究を残したが、彼の生きた時代に対して独創的なその「文化史」は、直接的な後継者には恵まれず、独立的なものにとどまった。

ドイツ国内でも、歴史学の客観性を巡って歴史過程における法則性を研究の中心に据えようとする主張が現れた。すなわちカール・ゴットハルト・ランプレヒトは、文化や社会などの類型的把握が可能なものこそ歴史考察において重要なものなのであるという主張をした。彼の主張は史料批判に決定的に依存する当時の歴史学の持つ欠陥を適切にとらえたものであり、かつ個性を重視するそれと対立するものであったから、たちまち全ドイツ規模での論争に発展した。

#### 「文化史」という視点
史料批判に依存する個別的な歴史事実の把握に飽きたらず、より広い視野から歴史を総合的に把握しようという動きは「文化史」の主張という形で現れた。「文化史」は、主に美術史の研究の手法を取り入れ、時代相互の文芸や美術、思想の様式的変化を総合的に比較して、それらの時代ごとの文化的特質を明らかにしようという歴史研究である。この文化史の初期の代表的学者はスイスのブルクハルトであり、彼の初期の著作『コンスタンティヌス大帝の時代』において、すでに完成した形で「文化史」のスタイルが確立されていた。前述したランプレヒトも文化史を中心に歴史を構成しようとしていた。
ランプレヒトの立場を批判的に継承し、文化史において画期的な業績をあげたのはオランダのホイジンガである。彼の代表作『中世の秋』は生活・思想・文化などの諸相から14世紀-15世紀のネーデルラントを複合的・重層的に描いた労作で、従来陰湿で否定的に捉えられてきた西洋中世の文化に「遊び」の精神を見出すものであった。この観点を発展させて遊びの形態とその表現を本格的に研究したのが『ホモ・ルーデンス』で、この著作の視野は歴史学分野に限られず、文化人類学と相互関係にあり、その構想力の豊かさは優れて今日的な価値がある。

#### 唯物論的歴史学

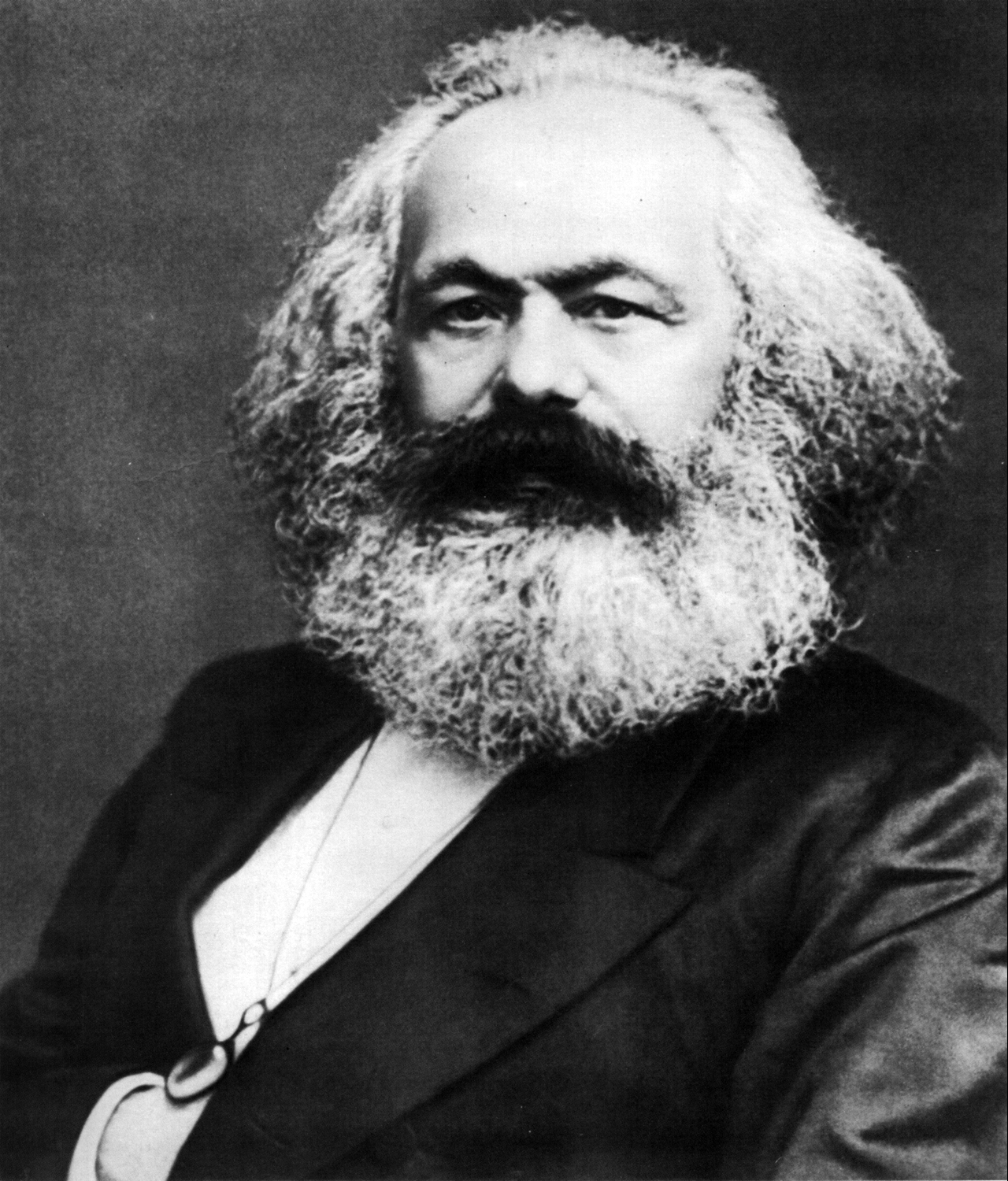
マルクス
イギリス古典経済学、ドイツ観念論哲学、フランス実証主義などを批判的に総合して唯物論歴史学を打ち立てた。その歴史学は体系性に優れており、時代の要求に応えるものであった。

一方で歴史の体系的把握への試みは、当時近代歴史学と全く対立的な立場にあった哲学からも提示された。ランケの打ち立てた近代歴史学を痛烈に批判したのはヘーゲルで、『歴史哲学』において理論的関心に乏しい近代歴史学の風潮を批判し、普遍と特殊の総合に向かう理性的法則として歴史を認識すべきと説いた。彼の哲学は客観的な裏付けに乏しく、歴史学的要求に応えることはできないが、ランケがまた彼の歴史哲学をつねに批判の対象としながら、それに変わる体系性を用意することができなかったのも事実であった。
このヘーゲルの歴史哲学を批判的に継承したマルクスは、ヘーゲルが重視した精神に代わり、生産様式に注目した体系的な歴史哲学を打ち立てた。ヘーゲルの歴史哲学が極めて思弁的・精神的だったのに対し、マルクスは実証主義の外的要因を重視する姿勢を継承して、生産様式が人間の精神活動をも規制すると述べて、物質性を重視する唯物論歴史学を唱えた。彼は古典経済学の理論を批判的に継承し、労働を重視したが、労働の疎外によって支配階級による収奪が行われるとして、独自の階級理論を設定した。この階級理論をもとに発展段階的に歴史理論を構築し、時代ごとの生産様式の性格からその時代の文化様式にいたるまでの性格把握が可能であるとし、さらには未来史として階級が消滅した来るべき共産社会を予言した。
このようなマルクス主義歴史学は従来の歴史学になかった優れた体系性を持つとともに、その理論的な堅牢性が高く評価された。歴史の体系的な把握を可能にした唯物論歴史学の登場は非常に画期的な出来事であったが、同時にこの歴史学は当初からさまざまな批判にさらされ、その理論の検証が着実になされていた。

### 現代歴史学（多様化の時代）
近代歴史学は文化史・唯物論歴史学という全く異なる方向性を追求する歴史学へと発展したが、一方でそれらとは別個に歴史研究における構想力を重視し、幅広い要求に応えるダイナミックな歴史学とその方法論の追求がなされていた。（詳細は現代の歴史学を参照）

#### 構想力の重視（クローチェ、トレルチ、ピレンヌ）
「すべての歴史は現代史である」と述べたイタリアの歴史家クローチェは歴史研究が現在の問題意識に基づき、現在の実践的・倫理的要求に応えうるものでならなければならないと主張した。彼はヘーゲルが述べた意味での歴史の主観性を歴史研究の中心に据えるべきと考え、史料批判に基づく客観性に閉じこもる近代歴史学を批判した。同様の主張はトレルチによってもなされた。彼は歴史研究を「未来形成の行動」であると述べ、歴史研究における人間の価値や意味の意識を重視し、そのような立場から体系的な歴史学が打ち立てられるべきだとした。
一方で最も客観的で実証的であると考えられていた経済史の分野から画期的な研究を世に問うたのがピレンヌである。彼は経済史料・教会古文書を用いて、従来ゲルマン民族の大移動によって崩壊したと考えられていた地中海世界の経済的・文化的交流がイスラーム勢力の進出まで緊密に維持されていると述べ、「マホメットなくしてシャルルマーニュなし」といういわゆるピレンヌ・テーゼを提唱した。ピレンヌの研究は実証的な研究に基づきつつも大胆な仮説を設定する構想力によって、歴史事実の体系的・構造的把握の可能性を示したもので、のちの歴史学に多大な影響を及ぼすものであった。

## 参考文献

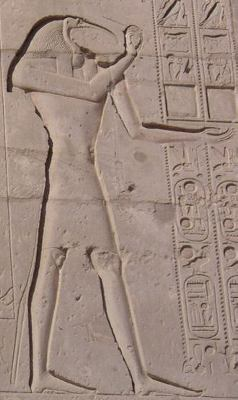
トート神
古代エジプトでは書記官によって詳細な歴史記録が蓄えられていたが、歴史観のような歴史を体系的に把握しようとする意識には乏しかったと考えられている。なぜならそのような歴史観を抱くことは、書記官の守護神であり歴史の主宰者であったトート神を冒涜するものと考えられたからである。したがって歴史記録の蓄積があっても歴史学的な営みに発展しなかったと考えられている。